# 人形遣いと絞首台
『人形遣いと絞首台』（にんぎょうつかいとこうしゅだい、原題：The Weed That Strings the Hangman's Bag）は、2010年に刊行されたアラン・ブラッドリーの推理小説。「少女探偵フレーヴィア シリーズ」の第2作目にあたる。

## あらすじ
1950年、イギリスの片田舎にあるバックショー荘に住む11歳の化学大好き少女フレーヴィア・ド・ルースは、教会の墓地でBBCテレビでおなじみの人形遣いルパート・ポースンとアシスタントのニアラに出会った。ヴァンが故障して困っている2人に、デンウィン司祭は村でヴァンを修理している間に、教会区ホールで人形劇を演じてもらうよう依頼する。2人のテント場としてゴードン・イングルビーが経営するカルヴァーハウス農場のジュビリー畑があてがわれることになり、フレーヴィアは2人を案内するが、車でカルヴァーハウス農場に向かうには絞首台森を迂回する必要があった。
絞首台森で、イングルビー夫妻のひとり息子でフレーヴィアと同い年だったロビンが首を吊って死んでいるのが発見されたのは、5年前のことだった。ロビンを発見したのは絞首台森に住む頭の少しおかしいマッド・メグだった。ロビンの死は事故死として処理されたが、イングルビー夫妻はそれ以来、引きこもるようになってしまっていた。フレーヴィアは、ゴードンとルパートが以前からの知り合いであることを、偶然2人の会話を立ち聞いて知ってしまう。また、ニアラがルパートの子どもを身ごもっていることを知ったフレーヴィアは、ニアラからルパートには内緒にしておくよう頼まれる。
そして人形劇が上演される土曜日になった。演目は『ジャックと豆の木』。2回公演で、午後は子供たちのための部、夜は大人たちや家族連れのための部であった。午後の部が始まると、観客は思わず息を呑む。木彫りのジャックの顔は、まるで死んだロビンをモデルにしたかのように薄気味悪いほど似ていた。それでもルパートの妙技に観客は夢中になるが、幕を下ろした途端、マッド・メグが悲鳴を上げる。「悪魔がかわいそうなロビンをつかまえちまったんだ！」。
夜の部でもジャックの顔を見た観客は同じように息を呑む。フレーヴィアは、観客の中にイングルビー夫妻を認め、妻のグレースがその場で凍りついたように目を大きく見開いているのを見た 。そして、人形劇のクライマックスでジャックが豆の木を斧で切り倒すと、空から落ちてきたのは巨人ではなく、瀕死のルパートだった。

## 登場人物
フレーヴィア・ド・ルース
11歳の化学大好き少女。
ハヴィランド・ローレンス・ド・ルース（ジャッコ）
フレーヴィアの父。
ハリエット・ド・ルース
フレーヴィアの母。故人。
オフィーリア（フィーリー）・ド・ルース
フレーヴィアの上の姉。
ダフネ（ダフィ）・ド・ルース
フレーヴィアの下の姉。
マレット
ド・ルース家の家政婦。
アーサー・ウェルズリー・ドガー
ド・ルース家の庭師。
ルパート・ポースン
有名な人形遣い。
ニアラ・ギルフォイル
ルパートのアシスタント。
マット・ウィルモット
BBCのプロデューサー。
デンウィン・リチャードソン
司祭。
シンシア・リチャードソン
デンウィンの妻。
ゴードン・イングルビー
カルヴァーハウス農場の主。
グレース・イングルビー
ゴードンの妻。
ロビン・イングルビー
ゴードンの息子。故人。
マッド・メグ
森に住む女性。
ディーター・シュランツ
元戦争捕虜。
サリー・ストロー
カルヴァーハウス農場で働く女性。
ヒューイット
警部補。
ウールマー
刑事。
グレイヴズ
刑事。